# Barbara Arneil
Barbara Arneil ist eine britisch-kanadische Politikwissenschaftlerin, die als Professorin an der University of British Columbia forscht und lehrt. Ihre Forschungsschwerpunkte sind Identitätspolitik und die Geschichte der politischen Theorie.
Arnel wurde an am University College London zur Ph.D. promoviert. Sie amtierte 2019/20 als Präsidentin der Canadian Political Science Association (CPSA) und wurde 2022 zum Fellow der Royal Society of Canada ernannt und 2023 zum Mitglied des Order of Canada erhoben.

## Schriften (Auswahl)
- Domestic colonies. The turn inward to colony. Oxford University Press, Oxford/New York 2017, ISBN 978-0-19-880342-3.
- Diverse communities. The problem with social capital. Cambridge University Press, Cambridge/New York 2006, ISBN 978-0-521-85719-2.
- Politics & feminism. Blackwell, Oxford/Malden 1999, ISBN 0-631-19812-1.
- John Locke and America. The defence of English colonialism. Oxford University Press, Oxford/New York 1996. ISBN 0-19-827967-1